# Caribbean Food Corporation
De Caribbean Food Corporation (CFC) was een instelling van de Caricom. Ze was gevestigd in een gebouw van de University of the West Indies in Saint Augustine in de Trinidadiaanse hoofdstad Port of Spain.
De CFC werd op 18 augustus 1976 opgericht door twaalf Caribische landen en ging in 1979 van start. Het doel van de organisatie was de implementatie van de Regional Food and Nutrition Strategy van de Caricom. Het doel hiervan was om de landbouwproductie in de regio praktischer in te richten met behulp van projecten, het beschikbaar stellen van fondsen en kennis en gezamenlijke inkoop.